# Psilochalcis subarmata
Psilochalcis subarmata är en stekelart som först beskrevs av Förster 1855.  Psilochalcis subarmata ingår i släktet Psilochalcis, och familjen bredlårsteklar. Arten är reproducerande i Sverige.